# Biblioteca El Manzano
La Biblioteca El Manzano, es una biblioteca y espacio comunal ubicado en un condominio de la urbanización del mismo nombre, en el distrito de Rímac en la ciudad de Lima, Perú. Allí, las niñas y los niños acceden de forma gratuita a libros y diversas actividades culturales. La biblioteca brinda diversos servicios, como un club de lectura virtual y un podcast con recomendaciones para los padres de familia. Fue creada el 25 de enero de 2020.

## Historia
El distrito del Rímac tiene una población de 176 169 habitantes. De esta cifra, más de 30 000 tienen de 0 a 14 años de edad. El distrito cuenta con dos bibliotecas públicas. La primera es la Estación de Biblioteca Pública Martha Fernández de López, más conocida como Ricardo Bentín Sánchez, con una colección superior a los 4000 volúmenes. La segunda es la Biblioteca Municipal Armando Filomeno, fundada en 1927, que cerró sus puertas durante el periodo del alcalde Enrique Peramás, y desde entonces está inoperativa. En ese contexto, cuatro vecinos rimenses: Minerva Mora Alvino, Oscar Medina Ycaza, Giuliana Mora Alvino y Gabriela Martínez Guarniz inauguraron la Biblioteca El Manzano.
El proyecto comenzó con un piloto en el condominio Los Manzanos, donde viven 196 familias. En un departamento de la torre 4 se implementó un espacio de lectura destinado a atender a las niñas y los niños residentes del condominio. Empezaron con una colección aproximada de 300 libros, que recibieron de donaciones y compras propias. Un mes después, empezaron a recibir a niños de otras zonas del distrito. En este espacio, así como en las áreas comunes del condominio se organizaban cuentacuentos, lecturas de libros en voz alta, juegos tradicionales, talleres y charlas con especialistas. El 16 de marzo del 2020, la biblioteca tuvo que cerrar sus puertas debido a la pandemia de la COVID-19, pero activó el servicio del club de lectura virtual y tres meses después, en junio, el servicio de préstamo de libros a domicilio para todos los niños del distrito, bajo un protocolo de bioseguridad. En su primer año de funcionamiento, la biblioteca ganó el Estímulo Económico para la Cultura del Ministerio de Cultura del Perú, en el Concurso Nacional de Proyecto para el Fomento de la Lectura y la Escritura 2020.

## Club de lectura virtual
Espacio de mediación de la lectura que se desarrolla cada quince días (los sábados) a través de la plataforma Zoom, dirigido a grupos de niños y niñas de 7 a 9 años. En cada sesión, las/los autoras/es de las obras también participan en el encuentro. En 2020, once escritoras/es compartieron sus experiencias con las/los participantes. Entre ellos figuran Katya Adaui (Perú), Oscar Colchado Lucio (Perú), María Fernanda Heredia (Ecuador), Chiara Lossani (Italia), Emma Artiles (Cuba), Issa Watanabe (Perú) y el premio Nobel de Literatura Mario Vargas Llosa, quien compartió con ellos un mensaje sobre la importancia de leer. En 2021 contaron con la presencia la poeta y escritora Micaela Chirif (Perú) y el escritor e ilustrador Lluís Farré (España).